# Blygdkapsel

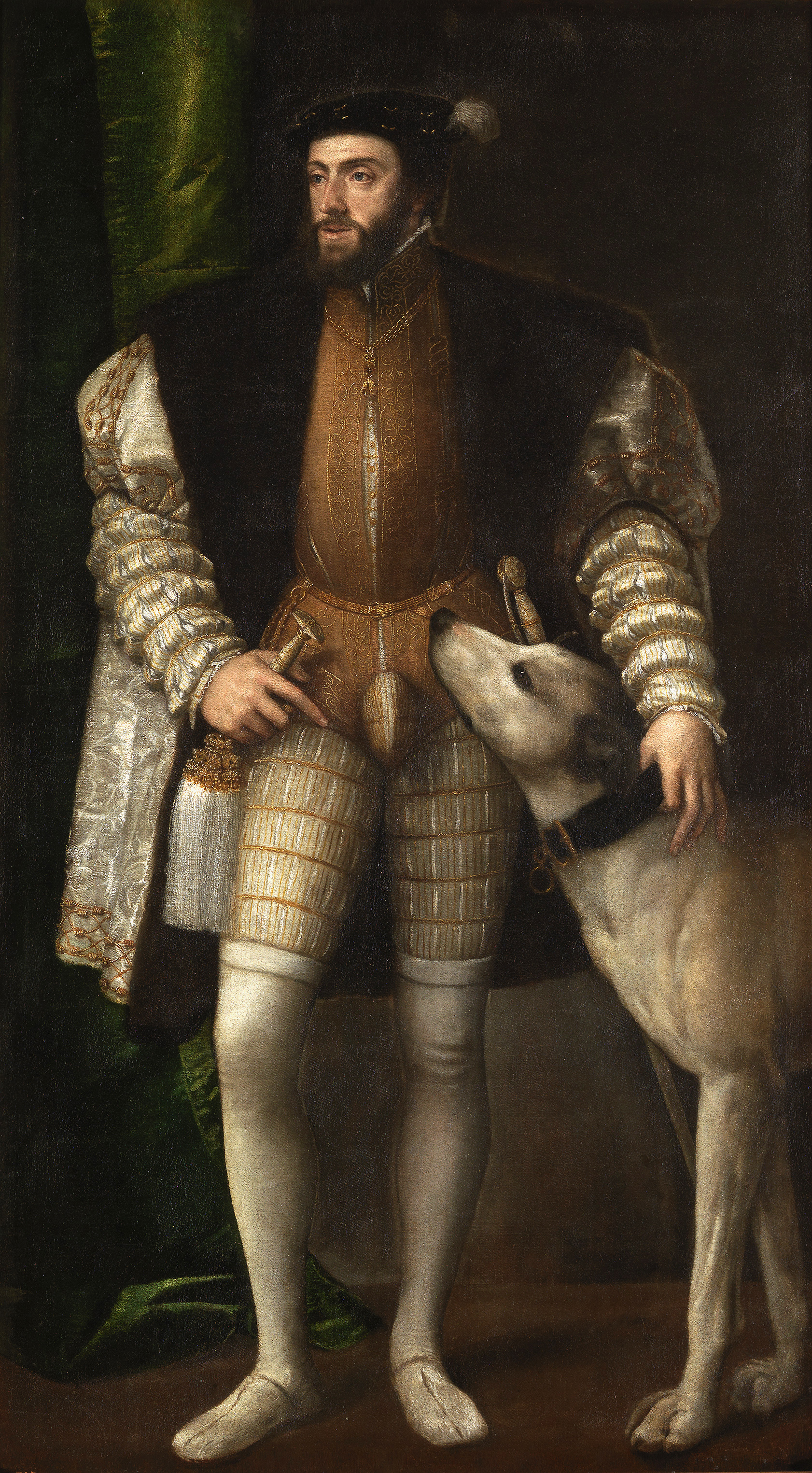
Karl V iförd blygdkapsel.

En blygdkapsel (även skamkapsel, byxpung, braguette, braghetto) var en tygpåse som täckte mannens genitalier under en tid (renässans, 1500-tal) när hosor ännu användes istället för byxor och skörten på mannens kjortel kortats mycket.
De utvecklades successivt från ett enkelt skydd till vadderade kapslar som framhävde könsdelarna, ofta dekorerade med pärlor och gyllene band. Blygdkapseln gick ur modet i slutet av 1500-talet.